# Epactoides andringitrae
Epactoides andringitrae là một loài bọ cánh cứng trong họ Bọ hung (Scarabaeidae).